# 2014 UH192
2014 UH192, também escrito como 2014 UH192, é um corpo menor do sistema solar que é classificado como um centauro, numa classificação estendida de centauros. Ele possui uma magnitude absoluta de 5,8 e tem um diâmetro estimado com cerca de 291 ou 305 km. O astrônomo Mike Brown lista este corpo celeste em sua página na internet como um candidato a possível planeta anão.

## Descoberta
2014 UH192 foi descoberto no dia 28 de outubro de 2014 pelo Pan-STARRS 1.

## Órbita
A órbita de 2014 UH192 tem uma excentricidade de 0,562 e possui um semieixo maior de 44,157 UA. O seu periélio leva o mesmo a uma distância de 19,340 UA em relação ao Sol e seu afélio a 68,975 UA.